# Hans Hahn
Hans Hahn (ur. 27 września 1879 w Wiedniu, zm. 24 lipca 1934 tamże) – austriacki matematyk i filozof. Rozwijał topologię i analizę, zwłaszcza rzeczywistą, funkcjonalną i rachunek wariacyjny. W filozofii reprezentował pozytywizm logiczny.

## Życiorys
Uczył się w Technische Hochschule w Wiedniu, doktoryzował się w 1902 na Uniwersytecie Wiedeńskim. Studiował też w Strasburgu, Monachium i w Getyndze, wykładał w Innsbrucku i Wiedniu. W 1921 został mianowany profesorem na Uniwersytecie Wiedeńskim. Był promotorem m.in. Mengera (w 1924), Hurewicza (w 1926) i Gödla (w 1929),
Wśród matematycznych osiągnięć Hahna, do najbardziej znanych należą:
- twierdzenie Hahna-Banacha (które opublikował w 1927, dwa lata przed Banachem);
- twierdzenie Banacha-Steinhausa (które udowodnił niezależnie od Banacha i Steinhausa, choć po nich);
- twierdzenie Hahna o rozkładzie dla miar ze znakiem;
- twierdzenie Hahna-Mazurkiewicza charakteryzujące ciągłe obrazy odcinka;
- twierdzenie o zanurzaniu grup abelowych liniowo uporządkowanych w grupę addytywną ciała rzeczywiście domkniętego.

Hahn był również zainteresowany filozofią pozytywizmu logicznego i brał aktywny udział w dyskusjach i działalności Koła Wiedeńskiego.